# 松柏镇 (阳春市)
松柏镇，是中华人民共和国广东省阳江市阳春市下辖的一个乡镇级行政单位。

## 行政区划
松柏镇下辖以下地区：
松柏社区、松竹村、新联村、大车村、新光村、新朗村、松柏村、冲垌村、横岗村、新团村、青山村、北河村、双黄村、云容瑶族村、沙朗村、大塘岗村、石岗村和大窝岗村。